# Croton billbergianus
Espèce
Croton billbergianus est une espèce de plantes à fleurs du genre Croton et de la famille des Euphorbiaceae présente au Mexique.
Il a pour synonyme :
- Oxydectes bilbergiana (Müll.Arg.) Kuntze

Il a deux variétés :
- Croton billbergianus subsp. billbergianus (qui a pour synonyme Croton grosseri, Pax, 1903) et est présent en Amérique centrale
- Croton billbergianus subsp. pyramidalis (Donn.Sm.) G.L.Webster, 1988 (qui a pour synonyme Croton pyramidalis, Donn.Sm., 1903)